# جون براون جونيور
جون براون جونيور (بالإنجليزية: John Brown, Jr.)‏ هو عسكري أمريكي، ولد في 24 ديسمبر 1921، وتوفي في 20 مايو 2009.